# Nausigaster punctulata
Nausigaster punctulata là một loài ruồi trong họ Ruồi giả ong (Syrphidae). Loài này được Williston mô tả khoa học đầu tiên năm 1883. Nausigaster punctulata phân bố ở miền Tân bắc